# Bronisław Waruś

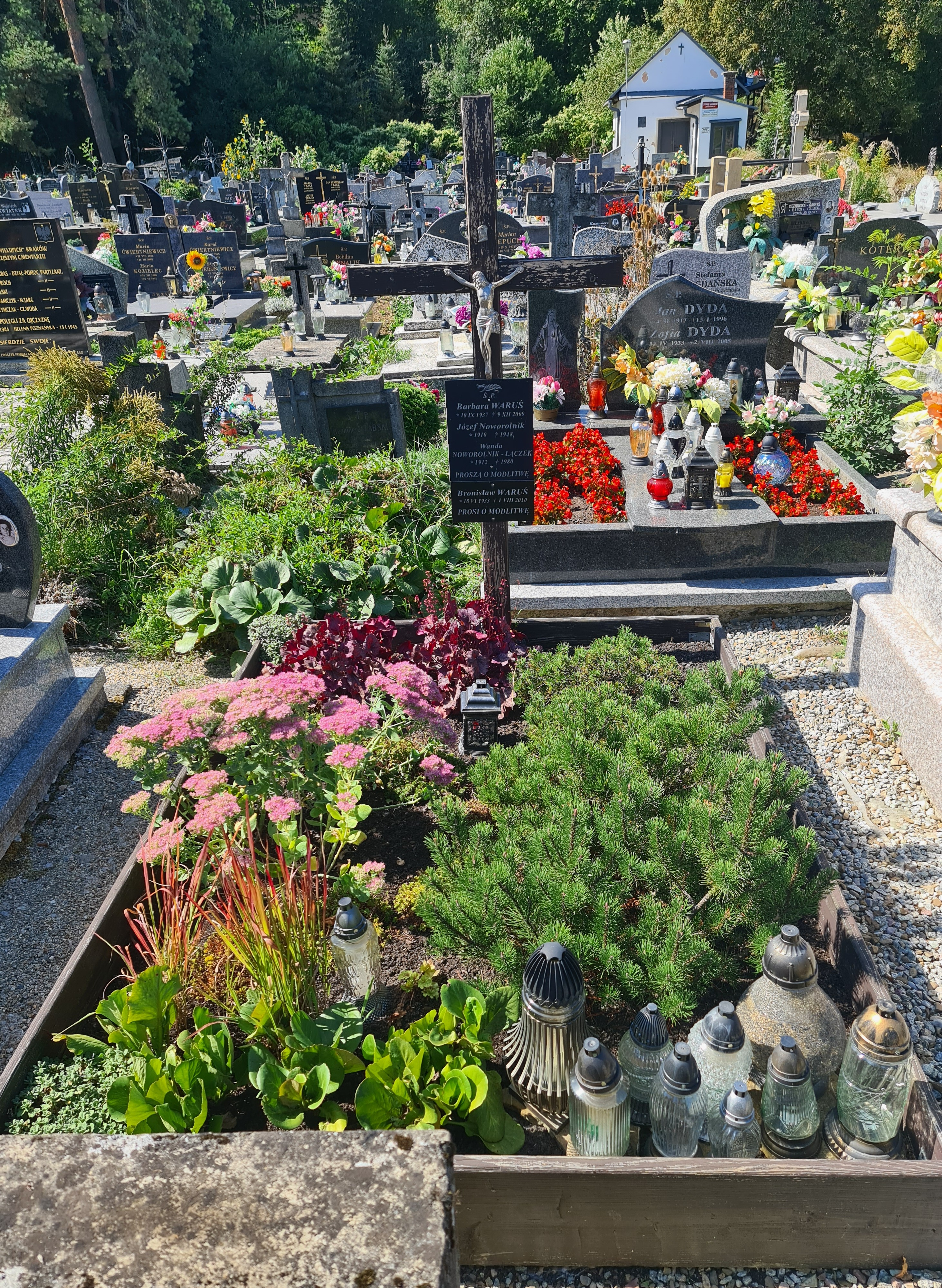
Grób rodziny Bronisława Warusia na cmentarzu komunalnym w Krościenku nad Dunajcem

Bronisław Waruś (ur. 18 marca 1933, zm. 1 sierpnia 2010) – polski kajakarz górski, medalista mistrzostw świata.

## Kariera sportowa
Był zawodnikiem Zawiszy Bydgoszcz i KS Pieniny Szczawnica.
Jego największym sukcesem w karierze było wicemistrzostwo świata w konkurencji K-1 × 3 w 1963 (z Władysławem Piecykiem i Eugeniuszem Kapłaniakiem). Startował też na mistrzostwach świata w 1957 (4 m. w konkurencji K-1 × 3) i 1965 (10 m. w konkurencji K-1 × 3).
Jako zawodnik Zawiszy wywalczył pięć złotych medali na mistrzostwach Polski w kajakarstwie klasycznym: w sztafecie 4 x K-1 500 m w 1954, w K-4 1000 m w 1956, w K-4 10000 m w 1954, 1955 i 1956.
Po zakończeniu kariery zawodniczej pracował jako trener w KS Sokolica Krościenko. Jego zawodnikami byli m.in. Maria Ćwiertniewicz i Stanisław Majerczak.
Został pochowany na cmentarzu komunalnym w Krościenku nad Dunajcem (II G 4).
Był odznaczony Brązowym (1978) i Złotym (1989) Krzyżem Zasługi.